# Bataille de Vertières
Révolution haïtienne
Batailles
Insurrections (1791-1793)
- Bois-Caïman
- Croix-des-Bouquets
- Morne Pelé
- 1re La Tannerie
- Port-au-Prince
- Le Cap-français

Interventions espagnoles et britanniques (1793-1798)
- 2e La Tannerie
- Marmelade
- Saint-Michel-de-l'Attalaye
- Ennery
- 3e La Tannerie
- Fort-Dauphin
- 1re Tiburon
- L'Acul
- La Bombarde
- 2e Tiburon
- Les Gonaïves
- Port-Républicain
- 1re Dondon
- Massacre de Fort-Dauphin
- Saint-Marc
- Léogane
- Saint-Raphaël
- Trutier
- 3e Tiburon
- 1re Verrettes
- Grande-Rivière
- Mirebalais
- Las Cahobas
- 2e Verrettes
- Petite-Rivière
- 2e Dondon
- 1re Les Irois
- Jean-Rabel
- 2e Les Irois

Guerre des couteaux (1799-1800)
- Jacmel

Expédition de Saint-Domingue (1802-1803)
- La Ravine-à-Couleuvres
- Kellola
- Plaisance
- La Crête à Pierrot
- Noyades du Cap-Français
- Port-au-Prince
- Vertières
- Massacres de 1804 en Haïti

La bataille de Vertières s'est déroulée le 18 novembre 1803 à Vertières, près du Cap-Français, dans le nord de la colonie de Saint-Domingue (actuelle Haïti). Elle oppose les troupes françaises commandées par le général de Rochambeau (envoyé par Napoléon) à celles du général domingois Jean-Jacques Dessalines. Ce fut la dernière bataille de l'expédition de Saint-Domingue, et marque l'achèvement de la Révolution haïtienne.
La résistance des troupes menées par Dessalines et de la 9e brigade, commandée par François Capois, qui les mènent à la victoire finale, obligent Rochambeau à capituler.

## Contexte
À la suite de l'abolition de l'esclavage de 1794, Toussaint Louverture parvient à chasser les Anglais de l'île et commence à la gouverner. Napoléon Bonaparte rétablit l'esclavage, fait capturer par traîtrise Louverture et envoie 23 000 soldats sous les ordres de Charles Victoire Emmanuel Leclerc reprendre le contrôle de l'île. Les troupes françaises sont contaminées par le virus de la fièvre jaune, et malgré un renfort de 10 000 hommes sont réduites à 2 000 soldats retranchés à Fort Vertières.

## Les combats

### La résistance française
Le 18 novembre 1803, Jean-Jacques Dessalines ordonne de prendre le fort de Vertières, situé sur une colline à côté de la ville de Cap-Français. François Capois dit Capois-la-Mort commandait une demi-brigade qui est en partie décimée par le tir des canons en provenance du fort. Il lance un nouvel assaut, mais ses hommes sont encore fauchés, au pied de la colline, par la mitraille. Capois court chercher des renforts, puis pour la troisième fois, il lance ses forces à l'assaut de ce fort en vain et laissant une fois de plus de nombreux morts. Lors du quatrième assaut, il demande à ses hommes de le suivre en criant : « En avant ! En avant ! ». Pendant qu'il était à la tête de ses hommes, son cheval est touché par un boulet de canon, il tombe, mais Capois prend son épée, se relève et court se mettre à nouveau à la tête de ses soldats noirs en criant toujours « En avant ! En avant ! ». Son bonnet garni de plumes, est emporté par un boulet. Un messager personnel de Rochambeau monte sur son cheval et part vers Capois-La-Mort. Avec une voix forte, il crie : « Le général Rochambeau envoie son admiration au général qui vient de se couvrir de tant de gloire ! »

### Les renforts de Dessalines
Pour renforcer les bataillons épuisés de Capois-La-Mort, Dessalines envoie des renforts sous les ordres des généraux Gabart, Clervaux et Jean-Philippe Daut. Au milieu de l'après-midi, Gabart prend position sur la butte de Charrier avec Benjamin Noël. Les combats redoublent d'intensité. Le soir venu, les deux tiers des défenseurs français étaient morts ou blessés.

## La capitulation de Rochambeau
Le lendemain matin, un officier français, Duveyrier, se rend aux sentinelles de Capois et est conduit au quartier général de l'armée haïtienne sur un cheval et porte le message suivant : « Le capitaine-général Rochambeau offre ce cheval comme une marque d'admiration pour l'« Achille noir » pour remplacer celui que son armée française regrette d'avoir tué ». Les pourparlers avec Dessalines durent une journée entière. Avant la tombée de la nuit, un accord est signé. Rochambeau obtient dix jours pour évacuer le fort de Vertières et embarquer les restes de son armée et quitter Saint-Domingue.

## Les conséquences
L'île est proclamée indépendante de la France officiellement le 1er janvier 1804 par l'Acte de l'Indépendance de la République d'Haïti lu par Dessalines aux Gonaïves. Haïti devient alors la première république noire au monde.
Lors de la Seconde Restauration, le royaume de France ne reconnaît pas cette indépendance acquise contre la République française. En 1826, le roi Charles X réclame à Haïti une indemnité de 150 millions de francs or à la jeune république pour que la France reconnaisse son indépendance. En 1838, sous la monarchie de Juillet, cette dette sera allégée par le roi Louis-Philippe à 90 millions de francs et fut intégralement versée à la France en 1883. Le payement des intérêts de la dette contractée pour payer l'indemnité ne cesse qu'en 1952.